# Коробейников переулок
Коробе́йников переу́лок — улица в центре Москвы в Хамовниках между Пречистенской набережной и Остоженкой. Здесь располагаются посольства Хорватии и Кот-д’Ивуара.

## Происхождение названия
Переулок назывался так по фамилии домовладельца в XVIII веке. С конца XVIII века, с переходом окрестных земель во владение генерал-поручика Л. Ф. Ушакова, стал называться Первым или Большим Ушаковским. В 1922 году переулку возвращено название Коробейников. В 1922 году в целях устранения номерных названий все три Ушаковских переулка были переименованы. 1-й Ушаковский стал Коробейников, 2-й — Хилков, а 3-й Ушаковский — Турчанинов.

## Описание
Коробейников переулок начинается от Пречистенской набережной, проходит на северо-запад параллельно Хилкову переулку, справа к нему примыкают Бутиковский переулок, Молочный и 3-й Зачатьевский, заканчивается на Остоженке напротив Мансуровского переулка. Нумерация домов начинается со стороны Пречистенской набережной.

## Здания и сооружения

### По нечётной стороне
- № 1/2, стр. 4  7734228000 — жилой дом с палатами XVII века, принадлежавшими тяглецу Гостиной сотни Федору Коробейникову, по фамилии которого получил название переулок. Позднее усадьба принадлежала дворянам Ушаковым, у них бывал ребенком А. С. Грибоедов. Дом занимает террасу москворецкого склона, к реке узкой полосой тянулся сад. В середине XIX века усадьба перешла к купцу И. П. Бутикову, застроившему территорию корпусами текстильной фабрики. В господском доме разместилось Правление «Товарищества мануфактур И. Бутикова»[1][2]. После перестроек главный дом усадьбы выглядит сооружением конца XIX века, однако в подвале сохранились кирпичные своды, характерные для конца XVII столетия, а на выходящей во двор стене видны фрагменты барочных наличников — память перестроек середины XVIII века. В советское время сохранялись эклектичные интерьеры двух верхних этажей, в том числе бывший зал акционерных собраний: его стены и потолок сплошь покрыты лепниной, были целы пустые обрамления огромных зеркал[3]. В особняке размещался детский сад[2]. В настоящее время здание находится в городской собственности, состояние его неуклонно ухудшается. Начатые было реставрационные работы остановлены примерно в 2006 году. В 2007 году дом был принят на региональную охрану, намерения владельца оставались неясны[4]. После остановки прямо в доме можно было найти проектную документацию, лепнина была сложена в ящики, двери снесены в одну комнату[3]. В июне 2012 года Распоряжением Мосгорнаследия утверждён предмет охраны памятника[5], в декабре 2014 года Постановлением Правительства Москвы — границы территории[6]. С 2016 год дом пустовал[7], только летом 2021 года правительство Москвы объявило о начале реставрации[8]. 
  - № 1/2, стр. 3,  7730445000 — кухонный корпус (1864, архитектор М. И. Бове; 1882, архитектор А. Н. Кнабе).
  - № 1/2, стр. 5, — здание конторы и квартир для фабричных служащих Ткацкой фабрики И. П. Бутикова (1849, архитектор В. Ф. Громовский; 1872, архитектор И. И. Митин; 1920-е, 1990-е). Кирпичное здание, примыкавшее к палатам Коробейниковых, было сломано в декабре 2014 года, на его месте запланировано строительство гостиницы с увеличением площади с 2,3 до 2,6 тысяч м² (инвестор проекта — ООО «Недвижимость-Капитал»). Вместе с выдачей разрешения на строительство в декабре 2014 года была существенно урезана территория охранной зоны памятника архитектуры (№ 1/2, стр. 4) — сад Коробейниковых был из неё исключён. В 2015 году началось строительство жилого здания с подземной автостоянкой, в непосредственной близости от памятника и с угрозой для него.

### По чётной стороне
- № 14/9 — посольство Кот-д’Ивуар;
- № 16/10 — посольство Хорватии;
- № 22, стр. 1  7731577000 — городская усадьба XIX века. В ней в 1880-х годах жили актёра Малого театра А, П. Ленский и А. И. Южин-Сумбатов. В здании расположен Национальный исследовательскоий институт развития коммуникаций.
- № 24 — Офисное здание «Чайка-плаза» (1999, архитекторы А. Скокан, Д. Гусев, И. Воронежский, О. Фридлянд)[9]